# Alexander Bade
Alexander Bade (*Berlín, Alemania, 25 de agosto de 1970), futbolista retirado alemán. Jugó de portero y su primer equipo fue FC Colonia.

## Trayectoria
Bade comenzó su carrera con Tennis Borussia Berlin, donde había jugado cuando era joven. En la temporada 1988-89 fichó por el 1. FC Köln, donde, desde 1991, fue en el cuadro del primer equipo. A la sombra de Bodo Illgner, sin embargo, él no pudo ver mucha acción y sólo hizo cinco apariciones en cuatro años. Se trasladó a  KFC Uerdingen, donde una vez más se encontró en desgracia, donde logró tan sólo cinco apariciones en sus primeros dos años, una vez más a la sombra de un jugador más establecido, Bernd Dreher.
En 1998-99 se trasladó a Baden Hamburgo, donde volvió a jugar un papel secundario en Hans-Jörg Butt. Volvió a Köln en 2000, donde tuvo un poco más de acción que antes.
No fue sino hasta 2003-04, cuando Stefan Wessels sufrió una lesión, momento en que se le realizó una oferta que le dio su oportunidad de brillar, de modo que en la temporada siguiente, varios clubes tuvieron interés por el portero, el cual finalmente llegó a demostrar su valor. Su contrato con el Köln se extendió hasta el final de la 2005-06, cuando Köln no logró permanecer en la Bundesliga y fue trasladado al VfL Bochum. Dejó Bochum después de un año, uniéndose a Paderborn.
En enero de 2007 se trasladó a Borussia Dortmund. En septiembre de 2008 Bade fue traspasado al Arminia Bielefeld y el 25 de junio de 2009, regresó a su antiguo club el 1. FC Köln, teniendo un trabajo como entrenador de porteros.

## Clubes

### Como entrenador
| Club              | País                | Año       |
| ----------------- | ------------------- | --------- |
| FC Colonia        | Bandera de Alemania | 1991-1994 |
| KFC Uerdingen 09  | Bandera de Alemania | 1994-1998 |
| Hamburgo SV       | Bandera de Alemania | 1998-2000 |
| FC Colonia        | Bandera de Alemania | 2000-2005 |
| VfL Bochum        | Bandera de Alemania | 2006-2007 |
| SC Padeborn       | Bandera de Alemania | 2007      |
| Borussia Dortmund | Bandera de Alemania | 2007      |
| Arminia Bielefeld | Bandera de Alemania | 2008-2009 |

| Club       | País                | Año   |
| ---------- | ------------------- | ----- |
| FC Colonia | Bandera de Alemania | 2009- |